# Trapani
« Trapani » redirige ici. Pour les autres significations, voir Trapani (homonymie).
Trapani (en sicilien : Tràpani, du grec ancien : Δρέπανον / Drépanon via le latin : Drepanum), ou Drépane, est une ville italienne dans la province dont elle est la capitale qui se situe dans la partie occidentale de la Sicile. C'est aussi un nom de famille.
La ville est connue pour avoir développé l’extraction et la commercialisation du sel, en relation avec sa position naturelle en bordure de la mer Méditerranée et son port, qui servait dans l'Antiquité de débouché commercial à la ville d’Erice (Éryx), située sur le mont qui domine Trapani, et qui était alors plus connue grâce à son sanctuaire d'Aphrodite. Les autres activités de la ville sont principalement la pêche, notamment celle du thon, l’extraction et le commerce du marbre, et le travail du corail.

## Géographie

### Situation

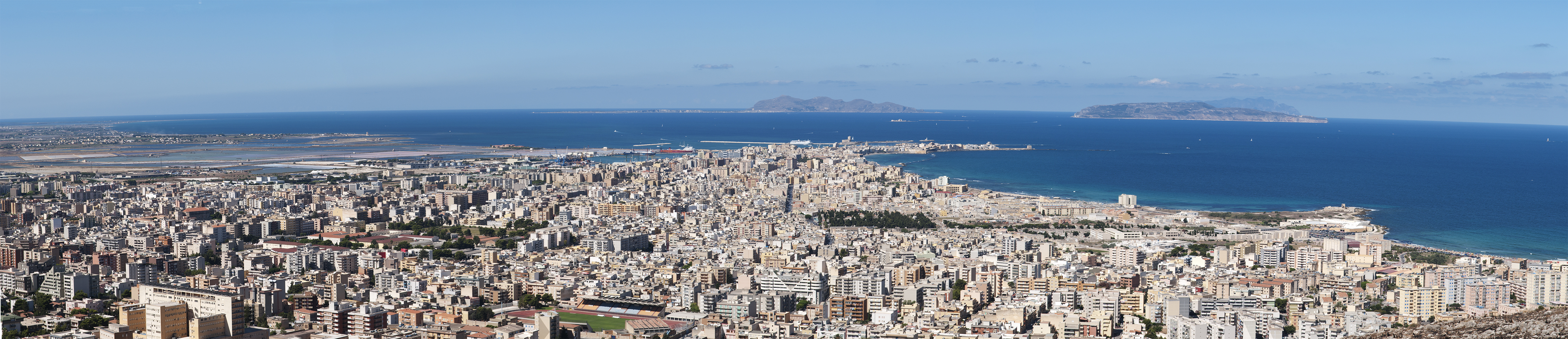
Panorama.

Située à l’extrême ouest de la Sicile, entre des villages de tradition marine ancienne et des plages, Trapani est située à 150 km de l'Afrique.
Pendant la Préhistoire, Trapani était une suite d’îlots et de rochers qui furent progressivement transformés en une langue de terre continue, jusqu’à former la péninsule en forme de faucille telle qu’on connaît aujourd’hui.
Par-delà sa forme, Trapani surprend par sa situation, entre mer et montagne, au pied du mont Éryx et sur les rives de la Méditerranée d’où surgissent les îles Égades : île de Favignana, île Levanzo et île de Marettimo.
À proximité de la ville se trouvent les « salines », qui sont des marais salants toujours actifs dans la production de sel et qui se colorent du bleu au rose suivant la lumière. Face à Trapani s'élève l’archipel des Égades, la plus grande réserve marine d’Europe, entouré d’une mer transparente et peuplé de villages animés. Entre Trapani et Marsala, dans la lagune du Stagnone, se côtoient archéologie et sports de mer. À l’est de Trapani, le mont Cofano, montagne impressionnante en forme de pyramide, jette dans la mer des plages de rochers et abrite également une réserve.

### Hameaux
Les lieux-dits et frazione de Trapani sont : Xitta, Fulgatore, Borgo Fazio, Ummari.

### Communes limitrophes
Les communes attenantes à Trapani sont Buseto Palizzolo, Calatafimi-Segesta, Erice, Marsala, Misiliscemi, Paceco, Salemi.

### Climat
Le climat de Trapani est méditerranéen.
| Mois                              | jan. | fév. | mars | avril | mai | juin | jui. | août | sep. | oct. | nov. | déc. |
| --------------------------------- | ---- | ---- | ---- | ----- | --- | ---- | ---- | ---- | ---- | ---- | ---- | ---- |
| Température minimale moyenne (°C) | 8    | 8    | 9    | 10    | 13  | 17   | 19   | 20   | 18   | 15   | 12   | 9    |
| Température maximale moyenne (°C) | 15   | 15   | 17   | 19    | 23  | 27   | 30   | 30   | 28   | 24   | 19   | 16   |
| Ensoleillement (h)                | 4    | 5    | 6    | 7     | 9   | 10   | 11   | 10   | 9    | 7    | 5    | 4    |
| Précipitations (mm)               | 56   | 46   | 45   | 37    | 17  | 5    | 2    | 9    | 42   | 61   | 65   | 65   |
| Humidité relative (%)             | 82   | 81   | 80   | 76    | 74  | 72   | 72   | 74   | 76   | 79   | 82   | 82   |

## Histoire

### Antiquité
Trapani naît à l’époque de la Grande-Grèce comme port de la forteresse-temple élymo-punique d’Éryx (Erice). Le nom de Trapani vient en effet du grec ancien Drepanon qui signifie « faucille », probablement à cause de la forme de sa ligne côtière. Le village et son port existaient cependant bien avant l’arrivée des Grecs, puisqu’ils furent fondés par des populations sicanes vers le XIe siècle av. J.-C. À la même époque, Éryx fut fondée par les Élymes, un peuple d'origine troyenne, alors que les Phéniciens créaient le comptoir de Mothia.
Août 249 av. J.-C. : Bataille navale de Drépane, lourde défaite romaine face aux Carthaginois.
Le village sicane est agrandi grâce à l'apport des populations d'Erice par le général carthaginois Hamilcar Barca. Elle devient romaine après la Bataille des îles Égates (-241) et se dépeuple.

### Moyen Âge

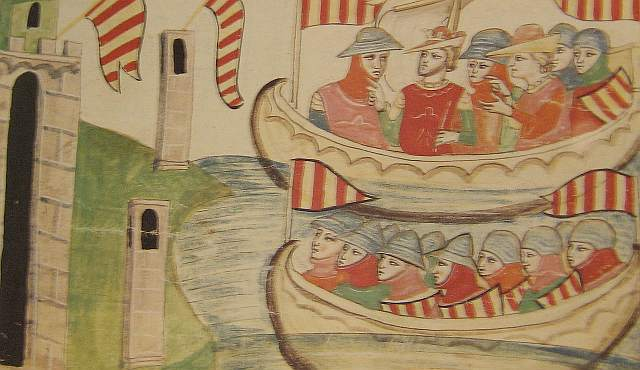
Pierre III d'Aragon débarque à Trapani, ms, Biblioteca Vaticana.

Les Arabes, maîtres de la ville en 831, relancent l'activité du port. Le comte normand Roger prend à place en 1077. La ville se dote d'une mosquée (construite au XIIe siècle et détruite au siècle suivant) et autres lieux musulmans.
Lors des Vêpres siciliennes, Pierre III d'Aragon y accoste le 31 août 1282 pour devenir roi de Sicile. Il y fait construire un nouveau quartier le long de deux nouvelles rues droites : la Rua Nova et la Rua Grande. Charles Quint la fortifie contre les pirates.
La population de Trapani croit au XIVe siècle par l'installation d'habitants provenant de Monte San Giuliano, de Marsala et de Messine. Trapani profite un temps d'être le port sicilien le plus proche de l'Espagne, attirant les Génois, mais perd rapidement une partie de son trafic à cause des nouvelles routes maritimes.

### Temps modernes

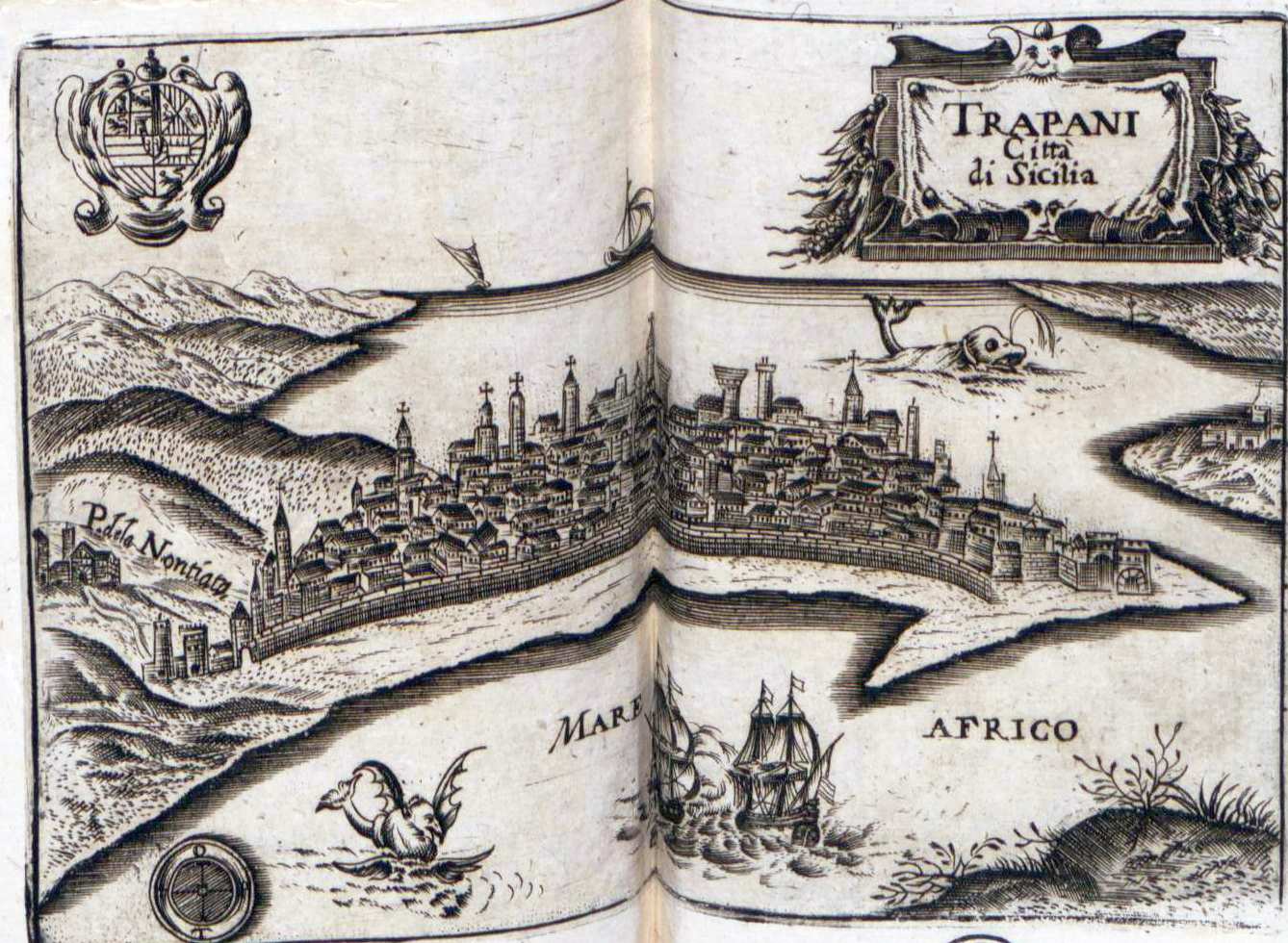
Trapani (illustration de 1647).

La population poursuit sa progression, passant de 16 286 habitants en 1570 à 24 330 en 1798, malgré une chute dans la première moitié du XVIIIe siècle.
Dès la fin du Moyen Âge, Trapani devient le plus fameux des centres de production d’œuvres en corail, « par sa qualité et sa finesse d'exécution. La ville doit son essor à la Cour du Vice-roi qui commande aux artisans toutes sortes de fantaisies. La production de Trapani se caractérise par l’emploi de petits éléments de corail sculptés de différentes formes, montés ensuite sur des supports de cuivre doré et parfois associé à des émaux afin d'obtenir des effets variés. Par sa position géographique et ses riches ressources naturelles incluant de grands récifs coralliens, Trapani devient l’un des principaux ports commerciaux de la Méditerranée. La croissance d’une classe prospère de marchands, alliée à un riche clergé, contribue au développement à grande échelle de l’orfèvrerie et du travail du corail dès le XVIe siècle. L’installation en 1628 dans la ville de la guilde des artisans du corail, le Arte dei corallari, témoigne de la forte demande pour ces objets. Les objets en corail, majoritairement religieux, tels que les crucifix, les capezalle, les monstrances, les objets et vêtements liturgiques, les bénitiers et les autels, étaient surtout acquis par les trésors des églises, tandis que les objets profanes, tels que les cadres de miroir, les tazze ou les vases, les objets usuels ou le mobilier miniature étaient acquis par les cours et les membres de la noblesse. Le corail, considéré comme précieux et rare au XVIe siècle, était offert en tant que cadeau diplomatique à travers les cours européennes ».
Entre 1558 à 1727, la principale source de richesse non agraire est l'exploitation des salines. Le commerce du sel et les salaisons des pêcheries de thon intéressent Venise après la perte des salines de Chypre en 1570. Les documents historiques datés des années 1603-1605 révèlent que Trapani fournit à cette époque du vin à Marsala, importe du sel gemme de Termini Imerese (plus adapté à l'élevage et à production fromagère que le sel marin) et qu'y décline le commerce d'esclaves : en 1589, on compte 80 esclaves mâles baptisés et 12 maures à Trapani contre 65 chrétiens et 24 maures en en 1607. Entre 1600 et 1630, les navires et marchands étrangers sont principalement ragusins, français, génois et napolitains. À cette époque, l'importante production laitière permet l'envoi de 80 tonnes de fromage dans le reste de l'île, notamment à Messine. La politique fiscale empêche en revanche l'exportation de sel.
Entre 1743-1751, le commerce du sel y est surtout l'affaire des Napolitains et des Génois, et dans une moindre mesure celle de Français, d'Anglais, de Vénitiens, de Hollandais, de Suédois, et d'Hambourgeois. Durant la période 1797-1799, le commerce de cendre de soude prend fin face à la concurrence de la production chimique, tandis que l'exportation de sel s'accroit.
En 1818, le  gouvernement du royaume de Naples doit remiser son projet d'accaparement des salines, peu employeuses de main-d’œuvre mais profitables pour leurs propriétaires, face à l'opposition de ceux-ci, majoritairement aristocrates, parfois institutions ecclésiastiques, et bourgeois pour un seul d'entre eux.

### Époque contemporaine

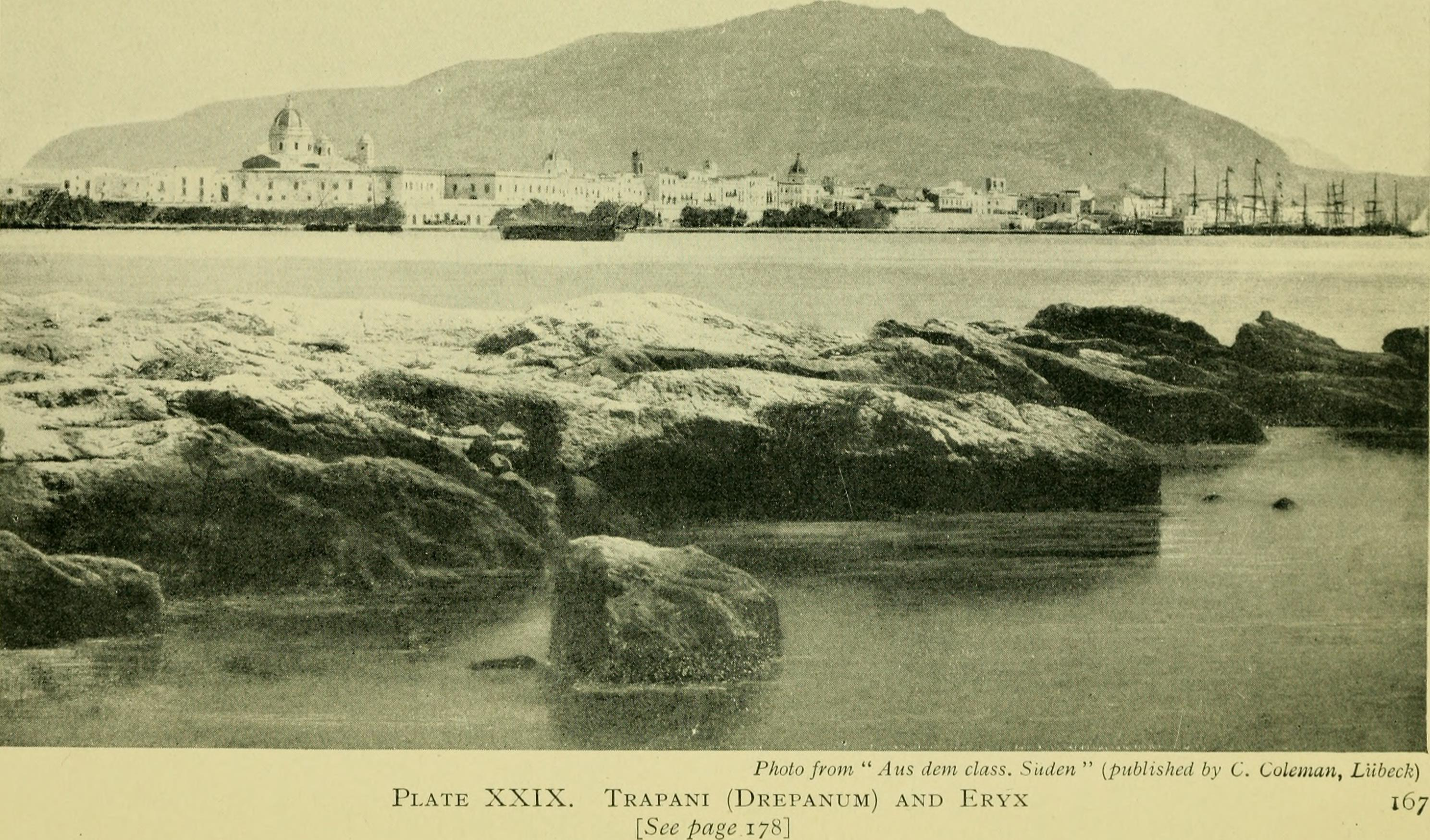
Trapani et le mont Erice en 1914.

Le 9 juin 1906, la ville est le théâtre d'une émeute pro-française. Des manifestants hissent le drapeau français sur les édifices publics puis proclament la déchéance de la maison de Savoie et l'adhésion de la ville à la République française. L'armée ramène l'ordre dans la soirée. La presse italienne attribue le désordre aux mafiosi.
Après la Seconde Guerre mondiale, la ville est un important centre mafieux. Trapani profite de l'argent du trafic de drogue entre la Sicile et les États-Unis au point qu'au début des années 1980, on convertit plus de dollars en lires à Trapani qu'à Milan et Gênes réunis. A cette époque, la ville de 68 000 habitants compte 23 instituts bancaires (dont la Banca Sicula de la famille D'Ali Staiti), 120 distributeurs de billets, plusieurs loges maçonniques permettant les contacts réguliers entre les chefs mafieux et les hommes politiques et fonctionnaires. 
Le substitut du procureur de la République de Trapani, Giangiacomo Ciaccio Montalto, est tué dans sa voiture le 25 janvier 1983, puis, son successeur, Carlo Palermo est grièvement blessé le 2 avril 1985, dans l'attentat qui le vise et tue trois personnes. Le 14 septembre 1988, la mafia tue Alberto Giacomelli, président du tribunal de Trapani à la retraite.
Le Centro Studi Scontrino est démantelé le 6 avril 1986 comme siège de sept loges maçonniques secrètes (Isis, Isis 2, Hiram, Cafiero, Ciullo d'Alcamo, Osiris et Loggia C). Inaugurée en 1980 par le vénérable maître de la loge maçonnique P2 Licio Gelli, la loge Scontrino regroupaient de 200 membres, parmi lesquels des fonctionnaires municipaux, provinciaux et préfectoraux, des policiers, des chefs d'entreprises, des élus et des chefs mafieux de toute la province de Trapani. Seul son directeur et son adjoint sont inquiétés par la justice. Une antenne de Gladio, dénommée Centro Scorpione, existait également à Trapani.
Une partie du territoire de la commune est détachée par la loi régionale no 3 du 10 février 2021, publiée le 19 février, pour créer la commune de Misiliscemi.

## Héraldique
Les armoiries de la commune de Trapani se blasonnent ainsi : :De rouge, au pont à trois arches, le dernier incomplet, soutenant cinq tours, desquelles la seconde est plus haute, le tout d’or, cerné de noir, posé sur une mer fluctueuse d’azur et d’argent, et surmonté d’une faucille d’or, posée en fasce, avec la poignée à droite et la pointe tournée vers la pointe de l’écu.
Le blason de la ville de Trapani évoque son histoire à travers une symbolique précise. Les cinq tours représentent les cinq premières tours qui défendaient le centre de la ville : la tour Pali, aujourd’hui disparue, qui se trouvait dans le rione Casalicchio (San Pietro) ; la Torre Vecchia, intégrée par la suite à l’ancien Palazzo Carosio, située à l’angle de la rue Carosio et de la rue des Arts (Via delle Arti) ; la tour du Château-de-Terre (Torre del Castello di Terra), la tour la plus haute de l'ancienne enceinte, visible encore aujourd'hui derrière les locaux de la Préfecture. La tour Peliade enfin, ou tour du Château-de-la-Mer (Torre del Castello di Mare), dite aussi Colombaia, située sur l'île à l’entrée du port. Les arches qui soutiennent les cinq tours peuvent être interprétés de deux manières : ils peuvent soit représenter les portes d'accès de la ville, soit l’ancien aqueduc qui reliait le centre de la ville aux sources de la campagne le long de l’actuelle via Archi. La faucille au-dessus des tours rappelle la forme de la péninsule sur laquelle est bâtie la ville de Trapani (Drépanon en grec, le nom de la péninsule, signifie faucille).
Deux légendes font référence à la fondation de Trapani. Selon la première, Trapani serait née de la chute d'une faucille des mains de la déesse de la prospérité Déméter, partie à la recherche de sa fille Perséphone, enlevée par le dieu des enfers Hadès. Une deuxième légende raconte que Saturne, le dieu du ciel, tua son père Chronos avec une faux qui, en lui tombant des mains, se posa sur la mer et donna naissance à la ville. Saturne était dans l’Antiquité le saint patron de Trapani, et on peut admirer encore aujourd’hui une statue qui le représente sur la fontaine de la piazza Saturno, dans le centre historique.

## Tourisme
Au cours de la procession du Vendredi saint, les massari (porteurs) promènent à travers la ville de lourdes statues en bois des XVIe et XVIIe siècles représentant des épisodes de la Passion.

### Sites touristiques voisins
- Erice : village situé sur la montagne qui porte son nom, en surplomb de la ville de Trapani.
- les îles Égades : Favignana, Levanzo et Marettimo (port de Marettimo) peuvent être rejointes depuis Trapani.
- la réserve naturelle des marais salants située à cheval sur les communes de Trapani et Paceco.

## Culture et patrimoine

### Monuments
- La cathédrale de Trapani (Cattedrale di San Lorenzo), conçue par Alphonse V d'Aragon en 1421 et restaurée en 1740 par Giovanni Biagio Amico.
- L'église et le collège des Jésuites conçus à partir de 1636 par l'architecte Natale Masuccio originaire de Messine qui l'orne d'une façade typique du baroque sicilien tandis qu'à l'intérieur, les stucs sont de Bartolomeo Sanseverino, élève de Giacomo Serpotta.
- La basilique-sanctuaire Maria Santissima Annunziata conçue par Nicola Pisano avec une façade gothique et le campanile baroque du XVIIe siècle par Giovanni Biagio Amico. À l'intérieur, la Chapelle de la Vierge ornée d'un arc en marbre sculpté par la Famille Gagini conserve la statue en marbre de la « Madone de Trapani », peut-être œuvre de Nino Pisano.
- La fontaine de Triton.
- L’église de Sant'Agostino, avec sa splendide rosace et son portail gothique, édifiée par les Templiers au XVIe siècle.
- L'église des Saintes âmes du Purgatoire (Chiesa delle Anime sante del Purgatorio), bâtie en 1688 par l'architecte Pietro Lo Castro selon le même plan qu'une basilique, avec une nef et deux bas-côtés. La façade, terminée en 1712 par Giovanni Biagio Amico, natif de Trapani, est ornée de figures représentant les douze apôtres[14].
- l'église Santa Maria del Gesù, de style gothique-Renaissance, abritant la Madonna degli Angeli,terracotta invetriata d'Andrea della Robbia.
- Le Palazzo della Giudecca, de style plateresque.
- Le Musée régional Agostino Pepoli possède une riche collection de pièces archéologiques, de sculptures, de peintures, d'arts décoratifs et de coraux taillés, notamment la statue de saint Jacques le Majeur d'A. Gagini, le Profil de vieillard de Pietro Novelli, Saint François recevant les stigmates de Titien, une Piéta de Roberto di Oderisio
- Specus Corallii (la grotte du corail) conçue par l'architecte Antonino Cardillo[15].

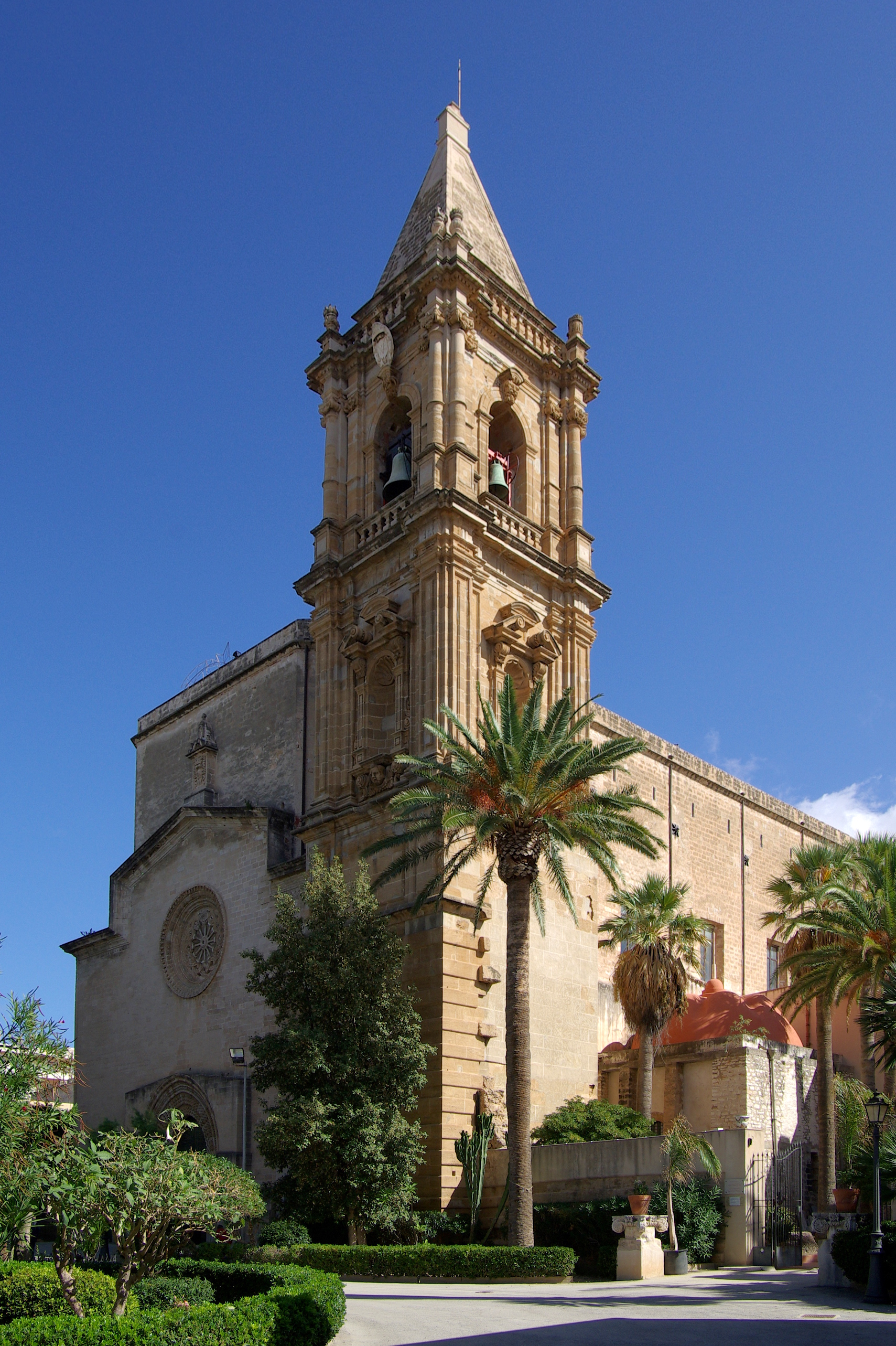
Basilique-sanctuaire Maria Santissima Annunziata.
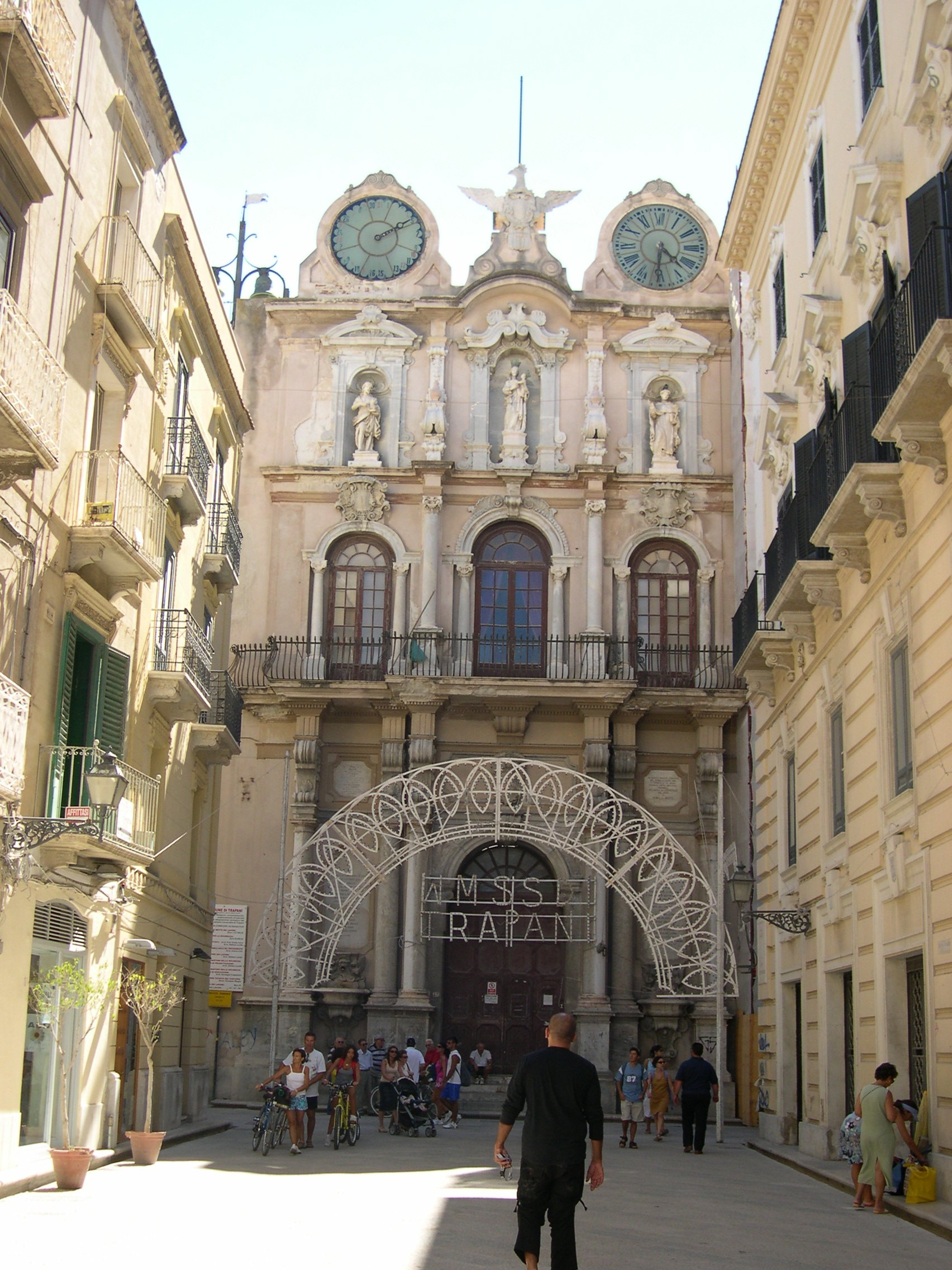
Palais Cavarretta, rue Torrearsa à Trapani.
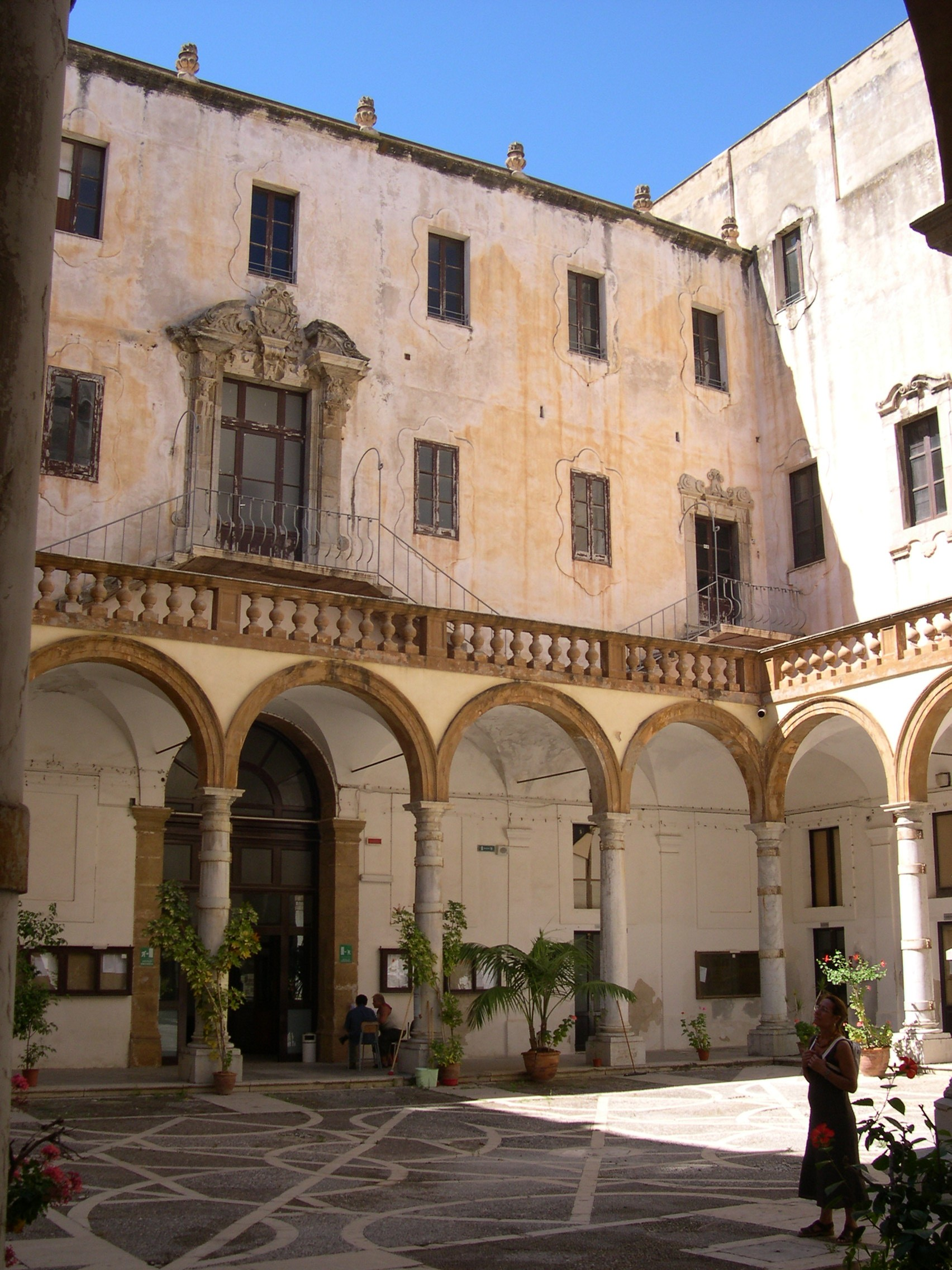
Couvent des Jésuites.
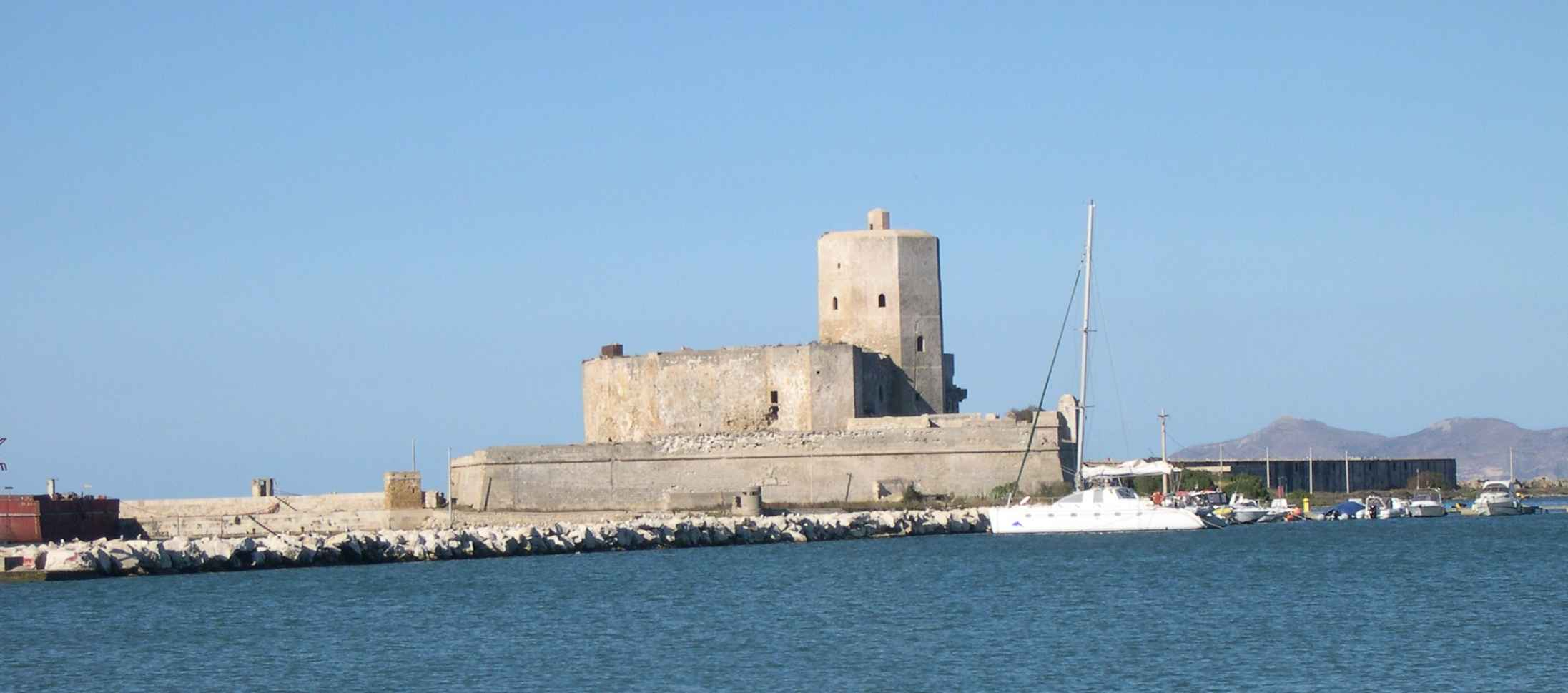
Tour de la Colombaia.
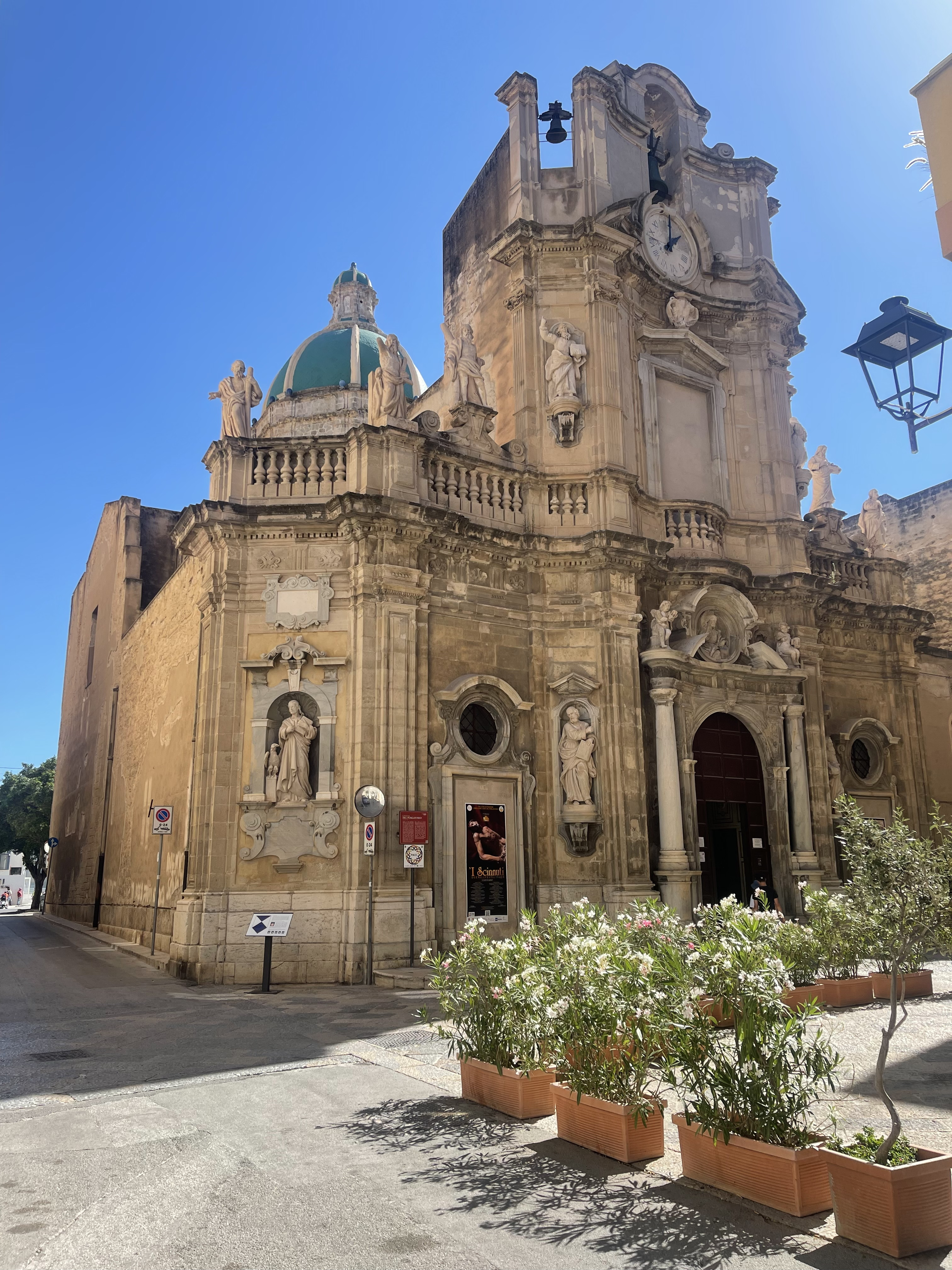
Façade de l'église des Saintes âmes du Purgatoire.
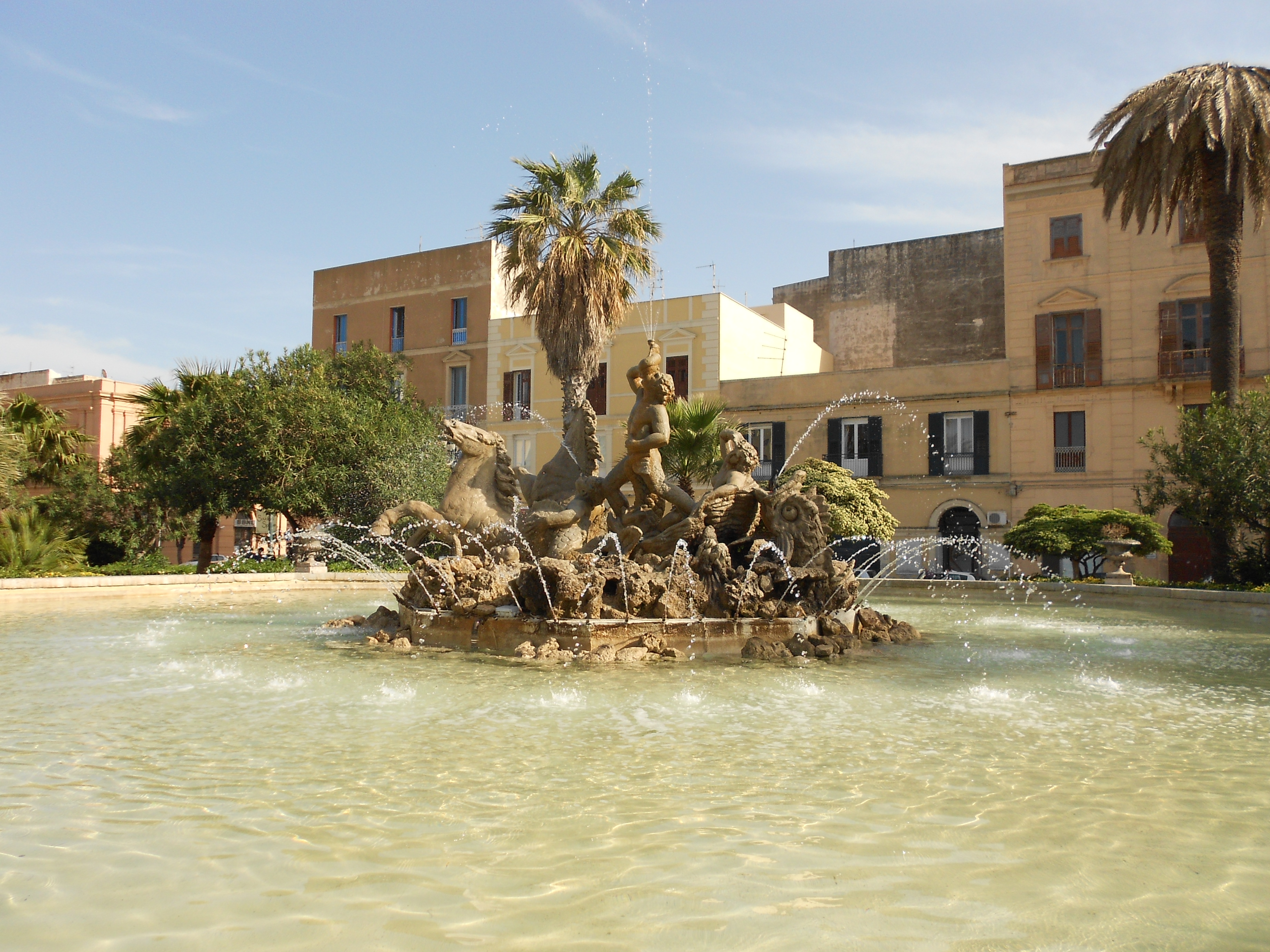
Fontaine du Triton.
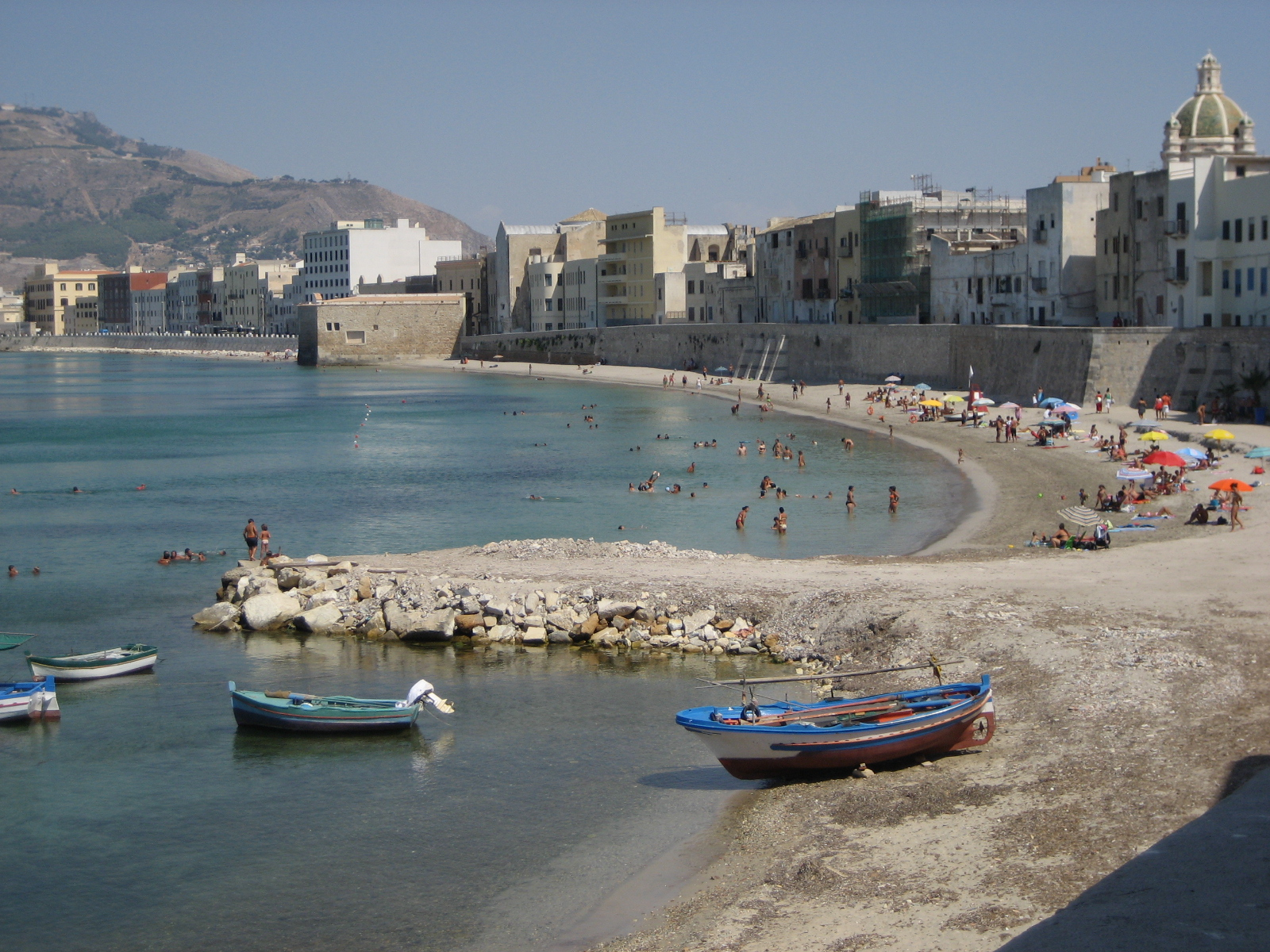
La « mer du nord » et Promenade Dante Alighieri.
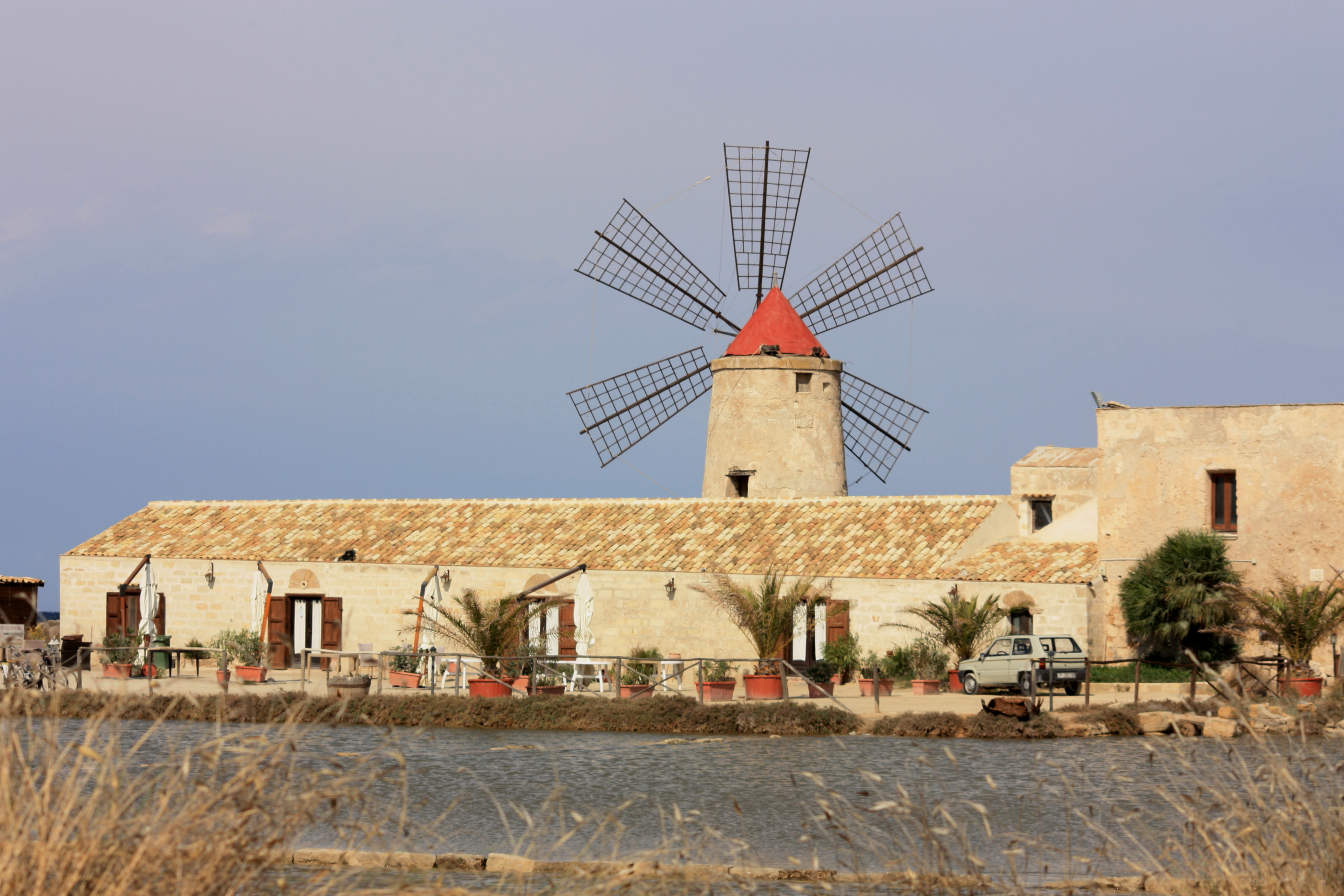
Moulin du musée du sel.
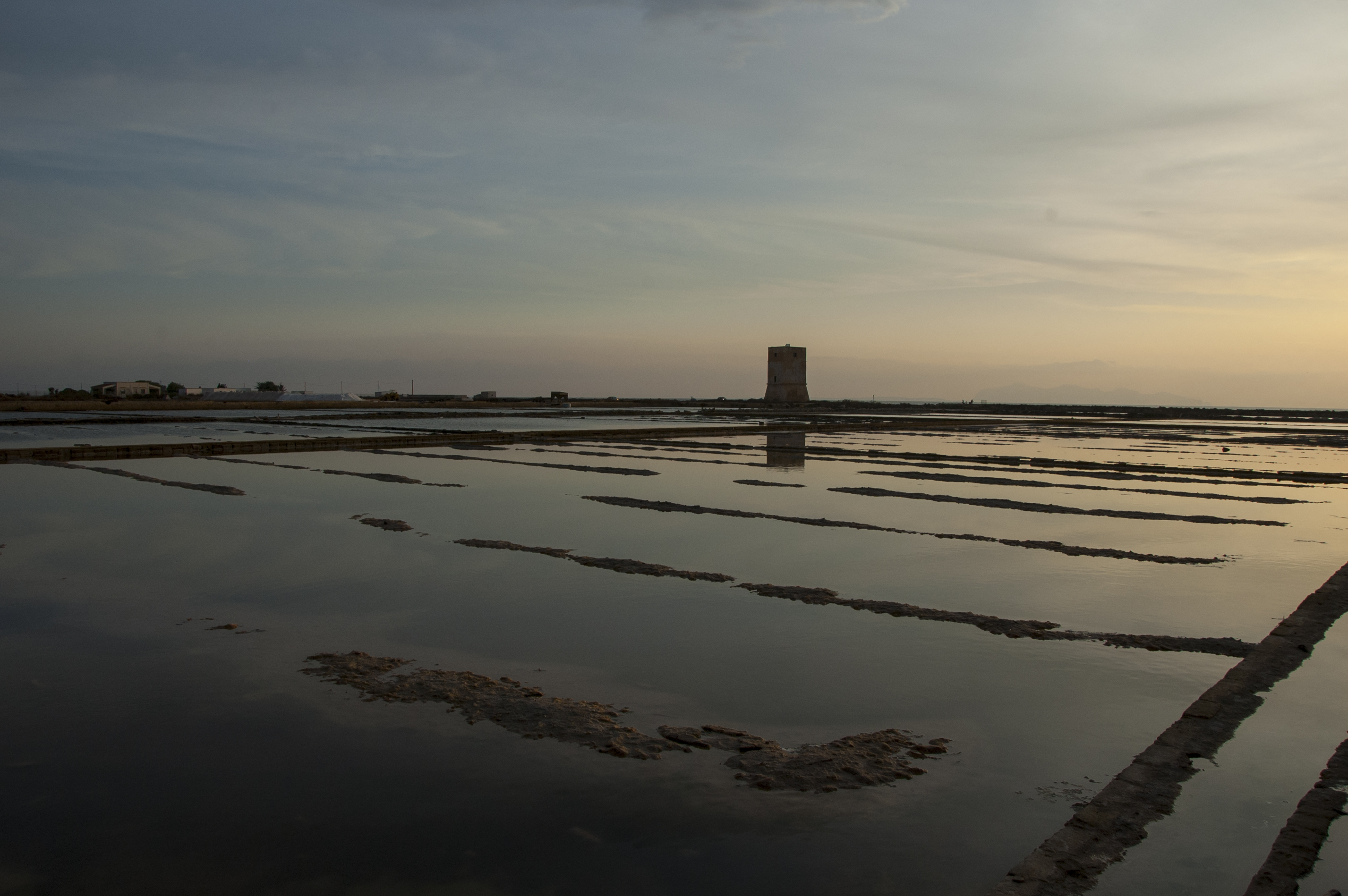
Marais salants.

### Communauté juive

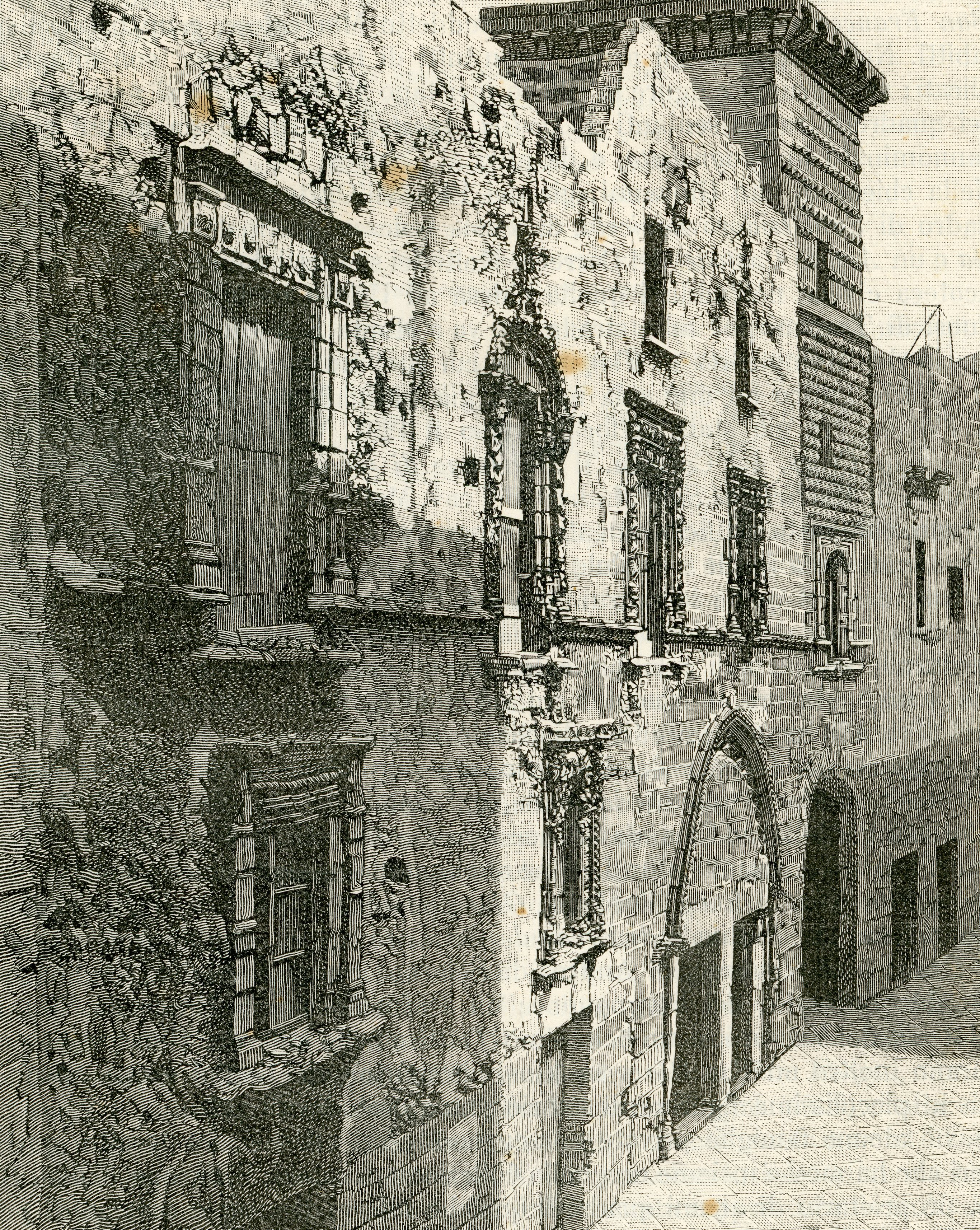
Maison gothique via Giudecca (gravure de 1892).

Depuis l'époque romaine, une communauté juive est installée à Trapani. Au Moyen Âge, le grand ghetto de Trapani (italien Giudecca ; sicilien( Jurèca) se constitue sur les Via Della Giudecca et Via degli Ebrei d'aujourd'hui, et est habité par la communauté jusqu'au XVe siècle. En 1439, environ 200 Juifs côtoient 1 200 de leurs concitoyens chrétiens qui les obligent à restaurer les murs à leurs frais.
Dans la rue Giudecca de cet ancien quartier des Juifs, se trouvent les vestiges du (it) Palazzo della Giudecca datant du XIVe siècle, construit par la famille de notables Sala,, qui n'est pas contrainte, contrairement aux autres Juifs, de porter un costume rouge imposé de discrimination. Vers 1400, le roi Martin essaie de protéger les Juifs du harcèlement de la population chrétienne et leur accorde des droits qui seront temporaires. Le bâtiment Sala est notamment un centre d'études talmudiques vers 1485 puis passe aux mains de la famille Ciambra qui améliore son architecture dans un style plateresque espagnol typique, avec des ornements gothiques et Renaissance, des clous forme diamant et un portail ogival,,. Sous la pression du décret des rois Ferdinand et Isabelle, l'expulsion des Juifs du royaume d'Espagne et de Sicile ou leur conversion au christianisme est effective en 1492.
Le palais della Giudecca est racheté par la municipalité en 1901 mais ses vestiges sont mal conservés. De nos jours, il reste également en ville la grande synagogue dite Sinagoga detta Moschea (synagogue de la Mosquée).

## Sport
- En septembre 2005, les côtes de Trapani ont accueilli les régates de la Louis Vuitton Cup Acts 8 & 9, avec la participation de toutes les embarcations concurrentes de la Coupe de l’America.
- Trapani a accueilli du 4 au 14 avril 2003 les Championnats mondiaux d'escrime catégories cadets et juniors.
- Dans le cadre des Universiadi qui se sont déroulées en Sicile, Trapani a accueilli le tournoi de basket et le match inaugural du tournoi de football, opposant l’Italie au Brésil.
- En 1997, Trapani a accueilli les championnats européens juniors de basket.

## Administration
| Période                                  | Période        | Identité           | Étiquette | Qualité                 |
| ---------------------------------------- | -------------- | ------------------ | --------- | ----------------------- |
| 1993                                     | 1998           | Mario Buscaino     | PPI       |                         |
| 1998                                     | 2001           | Nino Laudicina     | PPI       |                         |
| 26 novembre 2001                         | 15 mai 2007    | Girolamo Fazio     | FI        |                         |
| 15 mai 2007                              | 20 mai 2012    | Girolamo Fazio     | PDL       |                         |
| 20 mai 2012                              | 3 juillet 2017 | Vito Damiano       | PDL       |                         |
| 3 juillet 2017                           | 13 juin 2018   | Francesco Messineo |           | Commissaire préfectoral |
| 13 juin 2018                             | En cours       | Giacomo Tranchida  | PD        |                         |
| Les données manquantes sont à compléter. |                |                    |           |                         |

### Jumelages
- Constanţa (Roumanie)
- Les Sables-d'Olonne (France)

## Personnalités liées à Trapani

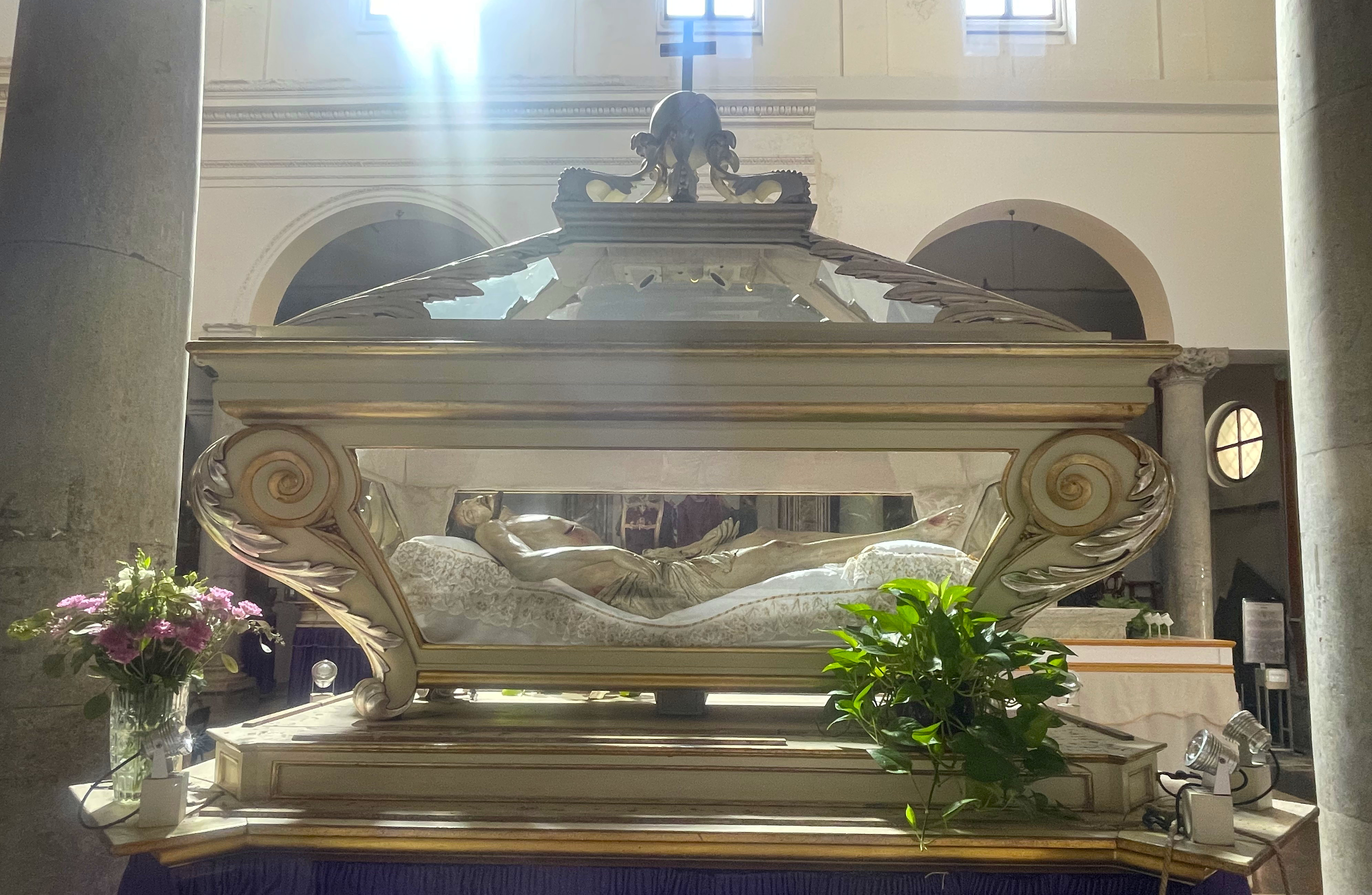
Jésus au sépulcre, par Antonio Nolfo (années 1740).

- Carla Accardi (1924-2014), artiste-peintre.
- Antonio Nolfo (1696-1784), sculpteur. On lui doit l'effigie du Christ mort, exposée dans une urne de cristal dans l'église des Saintes âmes du Purgatoire[21].
- Leonardo Ximenes (1716-1786), ingénieur hydraulique et astronome de la Toscane.
- Giovanni Biagio Amico (1684-1754), architecte.
- Albert de Trapani (1250-1306), saint catholique.
- Salvatore Maranzano (1886-1931), criminel italo-américain.